# Defrancia lucernaria
Defrancia lucernaria är en mossdjursart som beskrevs av Michael Sars 1851. Defrancia lucernaria ingår i släktet Defrancia och familjen Frondiporidae. Inga underarter finns listade i Catalogue of Life.